# Зеленюк Іван Степанович
Іва́н Степа́нович Зеленю́к (13 вересня 1909 , Джурин, Ямпільський повіт, Подільська губернія, Російська імперія  — 5 грудня 1966 , Кам'янець-Подільський, Хмельницька область ) — український історик, партійний діяч, 1-й секретар Чернівецького обласного і міського комітетів КП(б) України у 1944–1946 роках. З 30 січня 1947 до 5 грудня 1966 року — ректор Кам'янець-Подільського педагогічного інституту (нині Кам'янець-Подільський національний університет імені Івана Огієнка). Депутат Верховної Ради УРСР 1-го скликання (1941–1947). Депутат Верховної Ради СРСР 2-го скликання. Кандидат історичних наук (1952), доцент (1955).

## Біографія
Народився 13 вересня 1909 року в селі Джурин Подільської губернії, тепер Шаргородський район, Вінницька область (за іншими даними — в селі Хоптинське Балаганського повіту Іркутської губернії, куди батьки виїжджали на поселення у 1908–1909 роках). Батько — Степан Федорович, працював кочегаром місцевого цукрового заводі, мати — Одарка Василівна — домогосподарка.
Іван Зеленюк навчався у сільській школі Джурина, працював у господарстві батька, був каменярем на будівництві сільської лікарні. У 1925 році вступив до комсомолу. Після закінчення семирічної школи, восени 1927 року вступив до Могилів-Подільського педагогічного технікуму. Працював секретарем Джуринського районного комітету незаможних селян. З 1928 року перебував на комсомольській роботі: завідувач культурно-пропагандистського відділу Джуринського та Шаргородського районних комітетів комсомолу, а з 1931 року — секретар Шаргородського районного комітету комсомолу. Член ВКП(б) з 1931 року.
У 1931–1933 роках проходив строкову військову службу в Червоній армії. Згодом командуванням направлений на навчання до Академії комуністичного виховання ім. Н. В. Крупської (Комвуз). Завершити навчання не вдалося — з другого курсу мобілізований на комсомольську роботу: працював помічником по комсомолу начальника політвідділу Теофіпольської машинно-тракторної станції (МТС). З 1935 року — 1-й секретар Остропільського районного комітету комсомолу (тоді — Кам'янець-Подільська, нині — Хмельницька область). У травні 1937 року призначений завідувачем сектору ЦК ЛКСМ України, у травні 1938 року — 1-м секретарем Чорноострівського районного комітету КП(б)У Кам'янець-Подільської області.
Після приєднання Західної України до складу УРСР у вересні 1939 року очолив Тимчасове управління Снятинського повіту Станіславської (нині — Івано-Франківської) області, з жовтня 1939 року обирався 1-м секретарем Снятинського повітового комітету КП(б)У. У лютому — липні 1940 року — 1-й секретар Снятинського районного комітету КП(б)У Станіславської області.
Із кінця червня 1940 року виконував обов'язки голови міськвиконкому Чернівців. З серпня 1940 року обраний 2-м секретарем Чернівецького обласного комітету КП(б)У і працював на цій посаді до початку Німецько-радянської війни.
У січні 1941 року був обраний депутатом Верховної Ради УРСР першого скликання по Кельменецькому виборчому округу № 400 Чернівецької області.
На фронт І. С. Зеленюк був мобілізований у перші дні війни. Його призначили заступником начальника політвідділу 40-ї армії, якою командував генерал К. С. Москаленко. Комісар І. С. Зеленюк постійно бував на найвідповідальніших ділянках передової лінії фронту, йшов з бійцями в наступ. Генерал-полковник О. І. Родимцев у своїй книжці мемуарів «Твои, Родина, сыновья!» (К., 1962. — С. 136–138) згадував, як він з І. С. Зеленюком дивом врятувалися від ворожої бомби, котра розірвалися поруч з окопом, у якому вони перебували, як відбивалися від фашистів при обороні м. Тіме.
17 січня 1942 року батальйонний комісар І. С. Зеленюк отримав першу бойову нагороду — орден Червоної Зірки. На фронтах співпрацював із письменниками Миколою Бажаном, Вандою Василевською та Олександром Корнійчуком. Усе життя підтримував дружні стосунки з представниками письменницької еліти, мав серед них повагу й авторитет, позаяк був високоосвіченою, культурною людиною. На фронтових дорогах І. С. Зеленюк зустрічався з І. С. Грушецьким, М. С. Хрущовим, Л. І. Брежнєвим. У сімейних фотоальбомах залишилося чимало світлин про ці зустрічі.
У той час комісаром військового госпіталю служила дружина І. С. Зеленюка — Любов Іванівна. У листопаді 1942 року І. С. Зеленюка призначили комісаром (замполітом) 141-ї стрілецької дивізії, яка входила до складу 60-ї армії генерала І. Д. Черняховського. Бійці дивізії у складі Степового, а пізніше І-го Українського фронтів до кінця 1942 року вели оборонні бої на лівому березі Дону, брали участь у Воронезько-Касторенській, Харківській операціях, на Курській дузі, Чернігівсько-Прип'ятській операції, Київській, наступальній, Київській оборонній, Житомирсько-Бердичівській наступальній операціях, в результаті чого були визволені Харків, столиця України Київ, частина Правобережної України. Бойовий шлях І. С. Зеленюк завершив у чині полковника. Удостоєний орденами Вітчизняної війни І ступеня, Червоного Прапора, двома
орденами Червоної Зірки, медаллю «За перемогу над Німеччиною у Великій Вітчизняній війні 1941–1945 рр.»
Після захоплення Буковини радянськими військами ЦК Компартії України відкликав І. С. Зеленюка з фронту і призначив у березні 1944 року на посаду першого секретаря Чернівецького обласного комітету КП(б)У, де працював до 14 листопада 1946 року. І. С. Зеленюк обирався депутатом Верховної Ради УРСР (1941–1947), з 1946 року — Верховної Ради СРСР. Неодноразово виступав на сесіях Верховної Ради. І в той же час відновив навчання на історичному факультеті Чернівецького державного університету. Диплом викладача історії з відзнакою отримав 1946 року.
Наказом міністра освіти України Павла Тичини (з ним він підтримував тісні контакти) у січні 1947 року І. С. Зеленюк призначений директором Кам'янець-Подільського учительського інституту.
Під його керівництвом інститут із 1948–1949 навчального року реорганізований у педагогічний з чотирирічним терміном навчання. Того ж року 16 викладачів інституту приступили до написання кандидатських дисертацій. У 1950 році викладацький колектив інституту налічував 47 осіб. У важливій справі піднесення освітнього престижу викладацького складу вузу першу скрипку грав ректор, який одночасно з виконанням основних обов'язків, працював викладачем історії СРСР та УРСР, а з вересня 1952 року — одночасно і завідував кафедрою історії СРСР.
Майже двадцять років І. С. Зеленюк працював ректором вузу. Під його керівництвом упродовж 1953–1962 роках побачили в світ 12 томів «Записок Кам'янець-Подільського педагогічного інституту», які стали концентрованим доробком науково-педагогічного колективу того часу. Ректор особисто займався формуванням бібліотечного фонду вузу. Цьому він надавав винятково важливого значення. Щорічно до бібліотеки вузу надходило близько 30 тис. книг. Якщо в 1947–1948 роках бібліотечний фонд ледве налічував 13 тис. книг, у 1950 році — 32 000, то в 1955 р. — перевищив 130 000 томів. У 1958 році бібліотека інституту стала найбільшою в області. А за станом на 1 липня 1968 року у фонді інституту налічувалося 414 тис. 895 примірників книг, бібліотека отримувала 238 журналів, 28 назв газет. Та чи не найбільшим досягненням І. С. Зеленюка стало спорудження студентського гуртожитку. Плідно займався Іван Степанович науковою діяльністю. Тематично така робота мала два основних напрямки: вивчення минулого Буковини та історичного розвитку Поділля в другій половині XIX — на початку XX ст. Предметом його кандидатської дисертації стала боротьба трудящих Буковини проти румунських загарбників у 1918–1940 роках. З-під його пера з'явилися десятки історичних нарисів, опублікованих у журналі «Альманах Буковини» та інших періодичних виданнях. Авторитет ученого-історика І. С. Зеленюк зміцнив, захистивши 1952 року кандидатську дисертацію.
З 1950 року праці І. С. Зеленюка неодноразово друкувалися на сторінках обласної газети «Радянське Поділля». 26 грудня того року побачило світ його дослідження «Повстання декабристів». 1958 року за редакцією І. С. Зеленюка вийшла книга «В боях за Жовтень: спогади учасників революційної боротьби на Поділлі».
Найбільшою працею ученого І. С. Зеленюка стало монографічне дослідження «1917 рік на Поділлі» (1966 р.). Темі революційних подій 1917 року на Поділлі присвячено написаний ним розділ до колективного академічного видання «Перемога Великої Жовтневої соціалістичної революції на Україні». І. С. Зеленюк разом із іншими науковцями автор нарису про Нову Ушицю, що увійшов до 26-томної «Історії міст і сіл Української РСР». Майже 20 років Іван Степанович Зеленюк очолював Кам'янець-Подільський педагогічний інститут.
Помер І. С. Зеленюк 5 грудня 1966 року.
У батьків Івана Степановича Зеленюка була багатодітна сім'я. Окрім сина Івана у них були іще Василь (жив і помер у Джурині), Юстина (жила і померла в Джурині), Михайло — жив і тривалий час працював інспектором обласного відділу освіти в Харкові(нині покійний), Володимир — все життя мешкав у Фастові Київської області, 2010 року помер на 81 році життя, Євдокія (Дуня)(88 років) — переїхала на постійне місце проживання до дочки — Світлани Ільченко, колишньої випускниці Джуринської середньої школи, у Куп'янськ Харківської області.
У Івана Степановича Зеленюка двоє дітей — дочка Тамара (1936 року нароження), мешкає зі своєю сім'єю в Києві та син Аркадій (1946 року народження). Проживає в Кам'янець-Подільському.
До сторіччя з дня народження І. С. Зеленюка професор Кам'янець-Подільського національного університету імені І. Огієнка А. Г. Філінюк видав автобіографічну книжку про відомого українського історика, партійного і просвітительського діяча, озаглавлену «Життя, віддане справі» (КП «Аксіома» 2008).

## Нагороди
- два ордени Червоного Прапора (28.06.1943, ?).
- орден Вітчизняної війни 1-го ступеня (01.02.1945).
- орден Червоної Зірки (17.01.1942).
- медалі